# Liste der Bodendenkmale in Harzgerode
In der Liste der Bodendenkmale in Harzgerode sind alle Bodendenkmale der Stadt Harzgerode und ihrer Ortsteile aufgelistet. Grundlage ist die Veröffentlichung der Landesdenkmalliste mit Stand vom 25. Februar 2016.  Die Baudenkmale sind in der Liste der Kulturdenkmale in Harzgerode aufgeführt.
| Denkmal-ID | Fundart            | Ortsteil          | Bezeichnung                                       | Zeitstellung | Lage | Bemerkungen | Bild |
| ---------- | ------------------ | ----------------- | ------------------------------------------------- | ------------ | --- | --- | ---- |
| 428311068  | Wüstung            | Ballenstedt-Forst | Wüstung „Dorf Anhalt“                             | Mittelalter  | 500–700 m südöstlich der Burg Anhalt (Lage)                                                                 | Bis auf einige wenige offensichtlich eingeebnete Stellen sind keine obertägigen Strukturen erkennbar. |      |
| 428311067  | Befestigung > Burg | Ballenstedt-Forst | Talrandburg                                       | Mittelalter  | 500 m westlich der Selkemühle, südlich der Selke (Lage)                                                     | Kleine runde Burganlage am Südufer der Selke im Mündungsbereich eines kleinen Bachlaufes. |      |
| 428311065  | Befestigung > Burg | Ballenstedt-Forst | Spornburg „Anhalt“                                | Mittelalter  | 4 km nördlich vom Ort, ‚Großer Hausberg‘ (Lage)                                                             | Gebäudereste aus Ziegelsteinen (Fundamentreste, gegraben), Bergfried aus massivem Bruchsteinmauerwerk etwa 2,5–3 m hoch erhalten, um den Berg verlaufendes Wall-Graben-Werk, Zugangsweg mit wenigen Fundamentresten der drei Toranlagen |      |
| 428311066  | Befestigung > Burg | Ballenstedt-Forst | Gipfelburg „Kleiner Hausberg“                     | Mittelalter  | 500 m östlich der Burg Anhalt, kleiner Hausberg (Lage)                                                      | obertägig sind kaum Strukturen erhalten bzw. erkennbar, lediglich im Südteil der Bergkuppe sind schwach erkennbar Grabenreste erhalten                                                                                                  |      |
| 428311062  | Befestigung > Burg | Güntersberge      | Spornburg „Kahlberg“ / „Kohlberg“ – „Güntersburg“ | undatiert    | 0,6 km südwestlich vom Ort auf dem Kahlberg Lage                                                            | im Süden der Anlage kleine Gräben Rechteckschanze, Wälle sind größtenteils deutlich erkennbar |      |
| 428311069  | Wüstung            | Harzgerode        | Wüstung „Ritzgerode“                              | Mittelalter  | leichte Spornlage im Tal des Jagdhausbaches, 2,5 km westlich von Mägdesprung, 4 km nördlich Gernrode (Lage) | Die Ausmaße der Wüstung sind im Gelände nur schwer zu ermitteln, als Oberbodendenkmal kaum wahrnehmbar. Hin und wieder sind kleinere plateauartige Flächen vage als mögliche Hausstellen zu deuten.                                     |      |
| 428311063  | Befestigung > Burg | Harzgerode        | Talrandburg „Schloss“                             | Mittelalter  | Nordwest-Ecke der Altstadt (Lage)                                                                           | |      |
| 428311085  | Wüstung            | Harzgerode        | Wüstung „Wehnfeld“                                | Mittelalter  | 3,2 km nördlich vom Ort (Lage)                                                                              | Stelle befindet sich auf einer Anhöhe, Strukturen oder auch Ruinenreste sind optisch nicht vorhanden. Eventuell ist diese Wüstung identisch mit der Wüstung Ebernswende.                                                                |      |
| 428311071  | Wüstung            | Neudorf           | Wüstung „Abtsföhren“                              | Mittelalter  | 1,3 km nordöstlich vom Ort (Lage)                                                                           | In der Topographie sind deutliche Ausprägungen erkennbar, so scheint das ehemalige Dorf auf einer Anhöhe nördlich des Schafholzbaches errichtet worden zu sein. Leichte Aufwallungen sind zu erkennen.                                  |      |
| 428311084  | Befestigung        | Neudorf           | Flache Talrandburg mit Wüstung „Baurod“           | Mittelalter  | 2,8 km nördlich vom Ort (Lage)                                                                              | Baurod (auch Burgesrod) liegt nördlich von Schielo und ist wohl irrtümlich Neudorf zugeordnet worden. Im Nordosten der Wüstung sind noch Wallanlagen einer kleinen Burg auf einem Burghügel sichtbar.                                   |      |